# Nagytevel
Nagytevel (deutsch Deutschtewel) ist eine Gemeinde im Kleingebiet Pápa, das im Komitat Veszprém im Westen Ungarns liegt. Die Einwohnerzahl beträgt ungefähr 550 (Stand 2012), die Fläche 14,41 km².

## Lage
Die Gemeinde liegt am nördlichen Rand des Bakonywaldes. In der Umgebung liegen die Ortschaften Adásztevel und Homokbödöge. Die Stadt Pápa ist 8 km entfernt.

## Geschichte
Naygtevel wurde 1422 erstmals urkundlich erwähnt. Im Mittelalter waren die Bewohner Leibeigene, die im 16. Jahrhundert vor der türkischen Invasion flohen. Die Türken nahmen die Siedlung 1526 ein. Nachdem diese den Ort wieder verlassen hatten, ließen sich dort schlesische, fränkische, mährische und kroatische Siedler nieder. Im 18. Jahrhundert gab es eine florierende Weberindustrie. Die römisch-katholische Kirche wurde in den Jahren von 1770 bis 1775 vom Zisterzienserorden der Abtei Zirc erbaut. Heute leben ungefähr 100 Deutschstämmige in Nagytevel. Der Großteil der Bevölkerung ist römisch-katholisch.

## Infrastruktur
Vor Ort gibt es eine Post, Kindergarten, Bücherei, Bürgermeisteramt, eine römisch-katholische Kirche und den Sportverein Nagyteveli Sportegyesület, dessen Fußballteam in der 3. Liga Ungarns spielt. Der Bürgermeister der Gemeinde ist zurzeit Sándor Orbán (Stand 2015).

## Sehenswürdigkeiten
- Römisch-katholische Kirche Szentháromság, erbaut 1770–1775 (Barock)
- Helytörténeti Múzeum (Heimatmuseum)

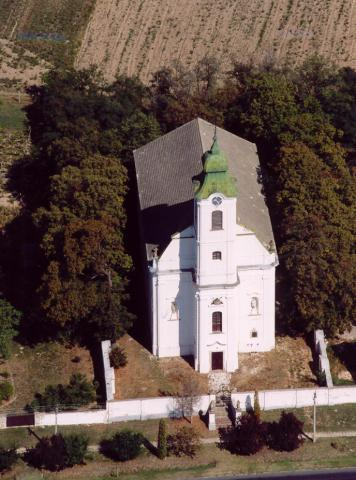
Römisch-katholische Kirche Szentháromság in Nagytevel

- Stausee (Wasserspeicher, 35 ha)